# Hans Kirschstein
Hans Kirschstein (5 de Agosto de 1896 - 16 de Julho de 1918) foi um piloto alemão durante a Primeira Guerra Mundial. Abateu 27 aeronaves inimigas, o que fez dele um ás da aviação.